# Teatro dramático académico de Kiev en Podil
El teatro dramático académico de Kiev en Podil (en ucraniano: Київський академічний драматичний театр на Подолі), también conocido como teatro en Podil (en ucraniano: Театр на Подолі), es un teatro dramático ubicado en el centro de Kiev, Ucrania.

## Historia
En 1987, se inauguró un teatro en la zona de Podil de Kiev, dirigido por el director de teatro ucraniano Vitali Malajov. El primer éxito comercial del colectivo fue un contrato a largo plazo con la compañía petrolera de Tiumén, que incluyó numerosas actuaciones en el óblast de Tiumén en Rusia, lo que permitió al teatro equipar un escenario fijo en Kiev y garantizar una situación financiera decente.
En 2006 se le concedió el título de "Teatro dramático académico".
Las obras de renovación se llevaron a cabo desde enero de 2016 al 9 de octubre de 2017, cuando tuvo lugar la inauguración oficial del nuevo edificio del teatro con la participación del presidente de Ucrania, Petró Poroshenko, y el alcalde de Kiev, Vitali Klichkó. Sin embargo, la arquitectura contemporánea del edificio recién reconstruido suscitó muchas discusiones y críticas. Muchos ciudadanos expresaron su descontento con el diseño moderno, especialmente porque el teatro está situado en la parte histórica de Kiev, lo que generó indignación y protestas. Al mismo tiempo, también hubo muchos partidarios del nuevo edificio del teatro, que creían que el raión de Podil necesitaba una arquitectura moderna y se cuestionaban por qué los residentes de Kiev se resistían a aceptar el arte contemporáneo.
En 2018, el proyecto de reconstrucción del teatro de Podil recibió el gran premio en el concurso de arquitectura de los Premios Urbanos de Ucrania y ganó el primer premio en la categoría Arquitectura de objetos culturales y sociales. En 2019, el edificio restaurado del Teatro de Podil fue nominado al Premio Europeo de Arquitectura Mies van der Rohe 2019.
Durante la invasión rusa de Ucrania y debido a que está en vigor la ley marcial, Bogdán Beniuk, artista del pueblo de Ucrania, fue nombrado director artístico del teatro el 8 de noviembre de 2022.

## Estructura
El antiguo edificio construida a finales del siglo XIX en estilo ecléctico. A principios del siglo XX, el complejo de edificios pertenecía a un conocido joyero de Kiev y a mediados de los años 80 el edificio recibió el Teatro en Podil.
La inversión de la corporación Roshen en la reconstrucción del nuevo edificio del Teatro en Podil ascendió a 174 millones de grivnas. El estudio de arquitectura "Drozdov and Partners" actuó como diseñador general del proyecto de reconstrucción del edificio. La sala está equipada con dos pantallas especiales, seis proyectores de vídeo que trabajan con escenas duras en movimiento únicas, pantallas de proyección y el suelo. Esto le permite trabajar sin decoración material. Hay dos escenas aéreas: un círculo de giro inglés y una estructura que cambia el ángulo de inclinación de la superficie hasta 90 grados. Un sistema acústico especial proporciona un sonido potente y absolutamente idéntico para cada asiento de la sala. Una de las consolas de sonido más modernas del mundo permite hacer sonar dos orquestas sinfónicas completas.